# アッ＝ティグナリー
アッ=ティグナリー (アラビア語: الطغنري, 一般的英字表記 al-Tighnari / Al-Tighnari, 発音：aṭ-ṭighnarī, IPA発音表記：[ʔatˤ.tˤiɣ.na.riː]） は1075年-1118年前後に活躍したアンダルス出身アラブ系イスラーム教徒の農学者・植物学者・詩人・旅行家・医師。
農学に関する論考"Zuhrat al-Bustān wa-Nuzhat al-Adhān"(アラビア語: زهرة البستان ونزهة الأذهان、日本語で『庭園の栄華と心の気晴らし』の意)の著者として知られる。この本の中で、彼は中東への旅行に関する記録に加え農業を始めとする諸テーマに関する観察などを記している。
アッ=ティグナリー（岩波イスラーム辞典方式に基づき以降定冠詞無しのティグナリーとする）は数多くの旅を経験しその体験を著書で語っている。彼は出身地であるアンダルスの各地に加え、海を渡った先の現モロッコ、アルジェリア、エジプトなどを訪れている。アラビア半島のヒジャーズ地方（現サウジアラビア王国）ではイスラームの大巡礼（ハッジ）も遂行したものと推測されている。

## フルネーム
アラビア語: أَبُو عَبْدِ الله مُحَمَّدُ بْنُ مَالِكٍ المُرِّيُّ الطِّغْنَرِيُّ الْغَرْنَاطِيُّ
英字表記：Abu Abdullah Muhammad ibn Malik al-Murri al-Tighnari al-Gharnati
ラテン文字転写：Abū ʿAbd Allāh Muḥammad ibn Mālik al-Murrī al-Ṭighnarī al-Gharnāṭī
発音：abū ʿabdullāh muḥammad bnu malīk al-murrī（/al-murriyy/al-murrīy） aṭ-ṭighnarī（/aṭ-ṭighnariyy/aṭ-ṭighnarīy） al-gharnāṭī（/al-gharnāṭiyy/al-gharnāṭīy）
カタカナ表記：アブー・アブドゥッラー・ムハンマド・イブン・マーリク・アル=ムッリー・アッ=ティグナリー・アル=ガルナーティー
日本語で「ガルナータ（グラナダ）のティグナル村ムッラ族出身、アブドゥッラーの父ことマーリクの息子ムハンマド」の意。ムハンマドが本人のファーストネーム、マーリクは父の名前、アブドゥッラーは息子の名前。
アッ=ティグナリー部分は出自を示すニスバ形容詞で非アラブ諸国における姓、家名、ラストネームに相当。「ティグナル（Tighnar）村出身の」という形容詞ティグナリーに定冠詞アルがついた上で発音同化を起こしアッ＝ティグナリーとなったもので、前にある男性名を形容詞修飾している。
注：定冠詞部分は実際の発音が「アッ＝ティグナリー」のように「アッ＝」となる場合でも英字表記では「アル＝」と読む時と同じ「al-」のままとすることが一般的に行われている。アラビア語では「アッ＝ティグナリー」と発音するにもかかわらず、「アル＝ティグナリー」というカタカナ表記が存在するのもそのため。
注：Tighnariの「gh」は読み飛ばさないのでティナリー、ティナリとは発音しない。後半にアクセントが来るティグナリーュやティグナリーィが文語発音、前半にアクセントが来るティグナリーが簡略化文語発音、「ー」が短くなったティグナリが口語（方言）発音となっている。

## バイオグラフィー
ティグナリーは、イベリア半島のアンダルス（現在のスペイン）州グラナダ地方のティグナル村（現在のアルボロテとマラセナの間）に居住する部族バヌー・ムッラ成員の一家に生まれた。生没年は不明だが、記録から1075年から1118年の間に生存・活動したことが確認可能である。
ティグナリーは、アブドゥッラー（/アブダッラー）・イブン・ブルッギーン率いるズィール朝支配期に生きた文人・学者だったが、統治者側との相違・対立によりグラナダからアルメリアのターイファ（/タイファ）に移り住んだものと思われる。スマーディフ朝の王宮では詩人や科学者らの一団に加わり、王宮の庭園でさまざまな種類の農業試験を行った。
ムラービト朝がグラナダを征服するとセビリアに移住。1100年頃まで研究活動を行っていたとされ、イブン・バッサールを筆頭とする農学者・植物学者グループらとともに活動した。
ティグナリーはアンダルス、北アフリカ、さらに東の国々を訪問。イブン・アル＝アウワームの農学論の中で"アル=ハッージ・アル=ガルナーティー"（アル=ハーッジはイスラーム大巡礼経験者の名前の前につける称号）とあることから、旅の途中でハッジを行ったものと考えられる。各地歴訪の後アンダルスに帰郷。グラナダやセビリアで暮らしたという。
彼の代表的著作は Zuhrat al-Bustān wa-Nuzhat al-Adhān (アラビア語: زهرة البستان ونزهة الأذهان   , 日本語で『庭園の栄華と心の気晴らし』の意 ） という農学に関する論考となっている。これはムラービト朝君主ユースフ・イブン・ターシュフィーンの子息タミームのために書かれた。（タミームは当時グラナダ統治者としてティグナリーを始めとする農学者・植物学者らを支援していた。）
ティグナリーはグラナダで亡くなり同地に埋葬された。
同時期に活躍したイブン・バッサームやイブン・アル＝ハティーブらの詩ににも彼の名前は書き残されており、ティグナリーの文学ならびに自然科学分野における功績をうかがい知ることができる。

## 著書（ズフラト・アル=ブスターン・ワ・ヌズハト・アル=アズハーン, Zuhrat al-Bustan wa Nuzhat al-Azhan)
ティグナリーは1100年に農学に関する著作 Zuhrat al-Bustān wa-Nuzhat al-Adhān (アラビア語: زهرة البستان ونزهة الأذهان , 日本語で『庭園の栄華と心の気晴らし』の意 ）を著した。これは彼の支援者であり当時のムラービト朝グラナダ総督だったアブー・ターヒル・タミーム・イブン・ユースフ・イブン・ターシュフィーンに捧げられた本であった。
原書は12巻360章からなるが現代に完全版は伝わっていない。 現存するのは11部ほどだが、いずれもが冒頭部分を欠いている。内容自体はアンダルスで書かれた他の農学書と似通っており、天文・気象暦、言語学・地名学・植物学に関する貴重な情報などが含まれた体系的解説書となっている。また各植物・樹木に関する特徴を記載した後で医療的効用・食事栄養といった観点から有用性・有害性について論じることもしている。
彼の論考は土壌の種類、栄養分、水文地質学的側面を論じることから始められ、そこに実用的なアドバイスまでもが盛り込まれるなどしている。それに続いて植え付け・種まき・接ぎ木といった植物の生育、病害への対処や各種農作業に関する章が置かれている。

### 中東各地への旅
ティグナリーは本書の中で多くの地へ旅したことを語っており、現モロッコのサレ（サラー）や現アルジェリアのベニ・ハンマードの城塞が登場する。彼はさらに東の現エジプトにも行っているが、アラビア半島のヒジャーズ地方（現サウジアラビア）まで足を伸ばし大巡礼ハッジを行ったものと思われる。
彼はالحناء（ḥinnā’, ヒンナー。ヘンナ、ヘナのこと）栽培に関する話の中でエジプトを訪れたと語っており、ヘンナの木々がどのように植えられどれほどの期間生き長らえるかを見たことに触れ「私はエジプトの地でこの木を見かけた。シャーム（*レバント、レヴァント地方のアラビア語名）の地では20-30年前に植えられた古い木を見たが、幹部分（茎部分）は人の背丈ほどもあった。」と記している。
それから彼はシャーム（レバント、レヴァント）地方へと旅をし数多くの都市を訪れている。現パレスチナの街アスカラーン（ヘブライ語名:アシュケロン）の街に足を運んだことに触れ、有名なイブラーヒームの井戸（アブラハムの井戸）を見たと記している。同地では井戸の掘り方やそこへの揚水機（*サーキヤと呼ばれる揚水水車類）取り付け工事の様子を見学したという。
現シリアのダマスカスについては複数回言及。ハツカダイコン栽培に関する話の中で「私はダマスカスで赤蕪の性質を備えた丸い二十日大根を見かけた。他の地で見たことが無いものであった。」と語っている。彼はアレッポにも訪れており植わっているもの、農業の方法・技法を目にしたという。綿栽培に関する話の中で「アレッポの栽培地で30年かそれ以上の期間にわたって見たことがあった。」と語っている。

### 作品に対する考え方
ティグナリーは詩人そして学者であった。彼はイブン・ワフシーヤ著『ナバティアの農業』（/ナバティア人の農業/ナバテアの農業/ナバテア人の農業）に書かれている技術を踏襲しているが、後者の諸著作により発展した神智論的側面に関しては見解を異にしている。また彼の論説ではシャーム地方や北アフリカへの旅で学んだ技術との対比や個人的な体験談が記されていることもある。
本書では高原に近接するグラナダの肥沃な平原について描写されている。これらの高原は冷涼な気候を生かして小麦といった各種穀物が生産され、アルメリアからマラガにかけての海岸部ではサトウキビや柑橘類が現在と同じような農業技術を用いて栽培されていたことが記されている。
現存する写本のいずれにも収録されていないが、複数巻からなるこの本の最後部がイブン・アル＝アウワームやイブン・アル=ワフィードによる同様の論考同様に畜産分野に割り当てられていた可能性もあるが、現時点では定かでない。
ティグナリーはその研究活動において様々な資料を利用したが、彼自身の著作についてはイブン・アル＝アウワームやイブン・ルユーンといった他の著者らによって資料として利用された。

## ノート
1. ↑  The existing road of Calle Tinar leads to his farmhouse, where he was born.